# K. C. Wu
KC Wu (chinois traditionnel : 吳國楨 ; pinyin : Wú Gúozhēn ; Wade : Wu Kuochen), né le 21 octobre 1903 en Chine centrale et mort le 6 juin 1984 à Savannah aux États-Unis, est un homme politique et historien chinois, successivement maire de Chongqing, maire de Shanghai et président du gouvernement provincial de Taïwan.

## Biographie

### Jeunesse
KC Wu nait en Chine centrale et a grandi à Pékin, où son père sert dans l'armée. Il étudie à la fois au lycée Tianjin Nankai, où Zhou Enlai est un camarade de classe, et à l'université Tsinghua. En 1923, il obtient une maîtrise en économie du Grinnell College et, en 1926, un doctorat en sciences politiques de l'Université de Princeton.

### Début de carrière et vie personnelle
Après son retour en Chine en 1926, Wu commence une carrière dans la fonction publique, tout d'abord comme percepteur d'impôts à Hankou, ville rattachée depuis à Wuhan, pour Hsia Tou-yin, un chef de guerre local. En 1931, il épouse Edith Huang, fille de Gene T. Huang. Ils ont quatre enfants : Eileen Wu, Edith Wu, HK Wu et Sherman Wu. En 1932, il est devient maire de Hankou. Lorsque le fleuve Yangtsé semble prêt à sortir de son lit en 1936, Wu supervise la construction d'un énorme système de digues qui sauve la ville.

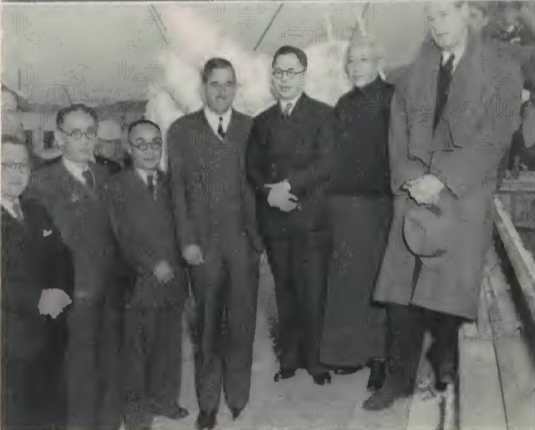
Wu avec John M. Cabot (au centre), consul général des États-Unis à Shanghai en 1948

Avec la chute de Hankou aux mains des forces japonaises en octobre 1938 pendant la seconde guerre sino-japonaise, Wu et sa famille fuient à Chongqing. En 1939, Tchang Kaï-chek le nomme maire de Chongqing, poste qu'il occupe jusqu'en 1942. Il est vice-ministre des Affaires étrangères de 1943 à 1945, interagissant avec Zhou Enlai dans le cadre du front uni contre les Japonais. Après la fin de la Seconde Guerre mondiale en 1945, KC Wu devient maire de Shanghai, gardant cette fonction jusqu'à ce que la conquête de la ville par les communistes chinois en 1949. Pendant qu'il est maire de Shanghai, il rencontre Robert McCormick du Chicago Tribune et son épouse Maryland. La situation à Shanghai devenant moins stable, Wu envoie ses deux filles vivre avec les McCormick dans l'Illinois.

### Activités après avoir quitté la Chine continentale
Après le transfert du gouvernement nationaliste à Taipei, Wu est gouverneur de Taïwan de 1949 à 1953. Il tente d'apporter un plus grand degré d'autonomie au peuple taïwanais, en autorisant l'élection de certains fonctionnaires locaux par vote populaire. Wu fait également entrer au gouvernement des détracteurs de Chen Yi et tente de réduire les brutalités policières. De nombreux membres conservateurs du gouvernement nationaliste, dont  Chiang Ching-kuo et Chen Cheng, s'opposent à Wu. Ses idées démocratiques libérales se heurtent au contexte critique de l'invasion communiste.
Le conflit entre Wu et Chiang Ching-kuo, le fils de Tchang Kaï-chek, s'aggrave. Wu présente sa démission à Tchang Kaï-chek, mais celle-ci est rejetée. En avril 1952, on suspecte un assassinat le visant. En avril 1953, il parvient à démissionner de son poste de gouverneur et, le 24 mai 1953, il quitte précipitamment Taïwan pour une « tournée de conférences ». La famille de Wu part pour les États-Unis, à l'exception d'un fils qui n'est pas autorisé à partir par les Chiangs.
En 1954, une vague d'accusations de corruption le concernant apparaît à Taïwan. Au même moment, les Chiangs prennent des mesures pour renvoyer les proches de Wu du gouvernement. Après le départ de son fils de Taïwan, Wu commence à dénoncer ce qu'il considérait comme de graves problèmes au sein du gouvernement du Kuomintang. La même année, Wu écrit un article dans le magazine Look intitulé Your Money is Building a Police State in Taiwan. La guerre des mots entre Wu et le régime des Chiang s'intensifie, et l'Assemblée nationale de la République de Chine adopte une résolution à son encontre. Plus tard, en 1954, une guerre des mots éclate également entre Wu et Hu Shi, qui se trouve également aux États-Unis à cette période. Au même moment, les États-Unis tentent de forger une alliance avec le gouvernement central de Taiwan afin de garantir une chaîne militaire solide pour tenir le communisme à distance. Ainsi, l’idée de lutter contre l’État policier figure au bas de l’ordre des priorités américaines.
L'absence de réponse américaine à ses écrits n'empêche pas KC Wu de vivre aux États-Unis, où il est professeur d'histoire chinoise à Université du Sud de la Géorgie à Savannah. Il reçoit le H. Dean Propst Award de l'université en 1972. Pendant son séjour américain, il écrit plusieurs ouvrages, dont une analyse détaillée de la culture chinoise dans le contexte de la mythologie et de l'histoire ancienne dans son livre The Chinese Heritage.
On se souvient de Wu principalement pour son rôle essentiel dans la formation d'un Taïwan moderne et libéral et pour ses convictions anticommunistes typiques d'un membre du Kuomintang, mais aussi pour sa rhétorique anti-Kuomintang courageuse et ses désaccords houleux avec Chiang Ching-kuo, de formation plus russe.

## Œuvres
- (en) The Chinese Heritage, 1988 (ISBN 0-517-54475-X).
- (en) « Your Money is Building a Police State in Taiwan », Look,‎ 29 juin 1954.
- (en) lecture by K. C. Wu, « Mechanics and Methods of Communism », Waelderhaus, Kohler, Wisconsin; The Sheboygan Press March 17, 1955,‎ 17 mars 1955, p. 13